# Drslavice (okres Uherské Hradiště)
Drslavice (německy Derslawitz) jsou obec v okrese Uherské Hradiště ve Zlínském kraji. Žije zde 501 obyvatel.

## Název
Na vesnici bylo přeneseno původní pojmenování jejích obyvatel Drslavici, které bylo odvozeno od osobního jména Drslav (což byla domácká podoba jména Držislav) a znamenalo "Drslavovi lidé".

## Historie
První písemná zmínka o vesnici pochází z roku 1373.

## Obyvatelstvo
| Rok            | 1869 | 1880 | 1890 | 1900 | 1910 | 1921 | 1930 | 1950 | 1961 | 1970 | 1980 | 1991 | 2001 | 2011 | 2021 |
| -------------- | ---- | ---- | ---- | ---- | ---- | ---- | ---- | ---- | ---- | ---- | ---- | ---- | ---- | ---- | ---- |
| Počet obyvatel | 462  | 481  | 492  | 522  | 560  | 625  | 586  | 562  | 593  | 566  | 540  | 475  | 488  | 499  | 481  |
| Počet domů     | 95   | 99   | 108  | 121  | 132  | 140  | 155  | 161  | 159  | 153  | 148  | 170  | 166  | 178  | 184  |

## Obecní symboly
Znak a vlajka byly obci uděleny rozhodnutím předsedy Poslanecké sněmovny Parlamentu České republiky dne 27. června 2001.

## Pamětihodnosti
- Kaple
- Sušírna ovoce

## Osobnosti
- Adolf Jellinek (1821–1893), vídeňský vrchní rabín
- Hermann Jellinek (1822–1848), rakouský spisovatel a novinář, jeden z vůdců vídeňského povstání v říjnu 1848
- Moritz Jellinek (1823–1883), rakousko-uherský ekonom, zakladatel tramvajové sítě v Budapešti

## Galerie

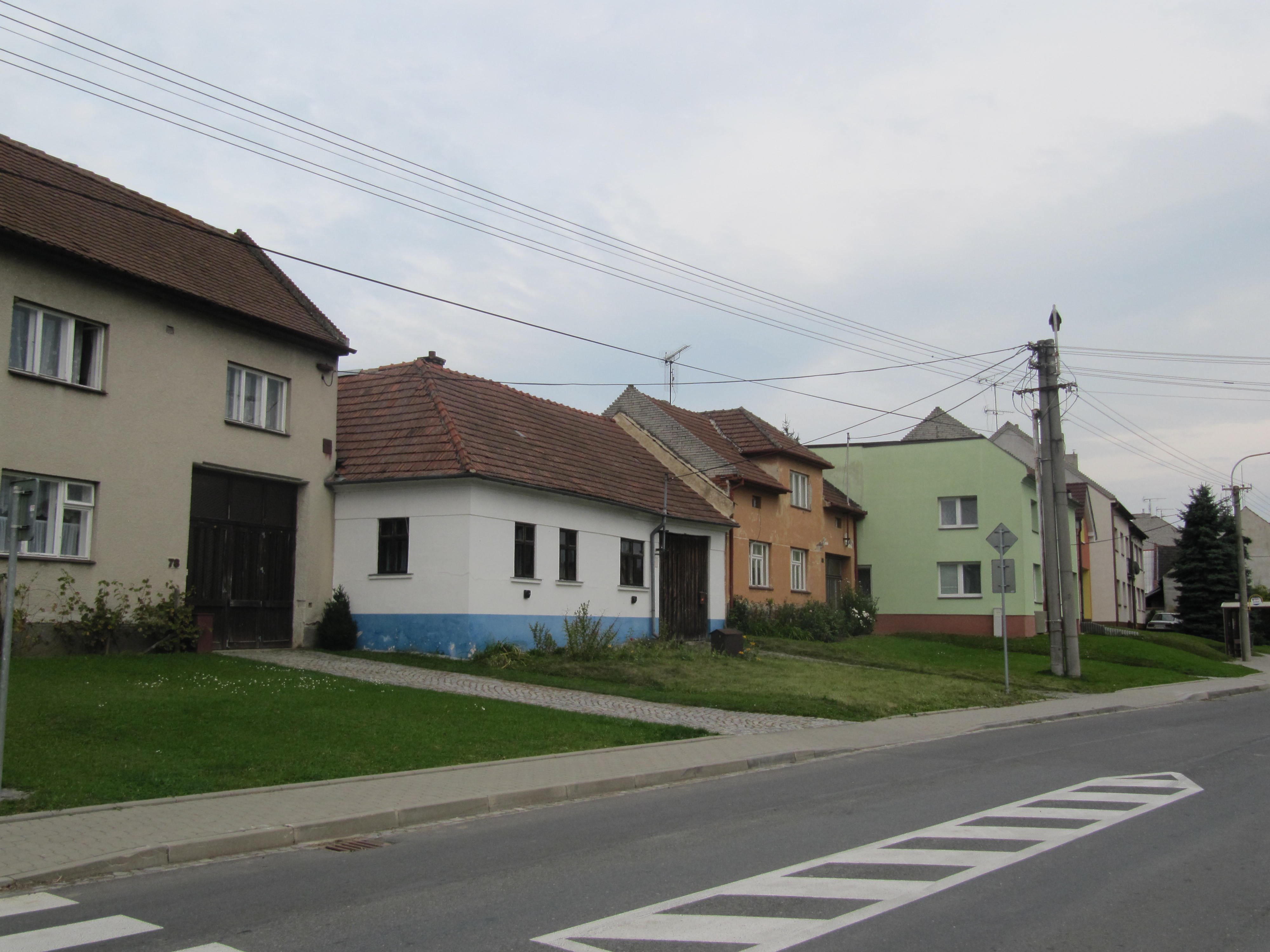
Starší zástavba
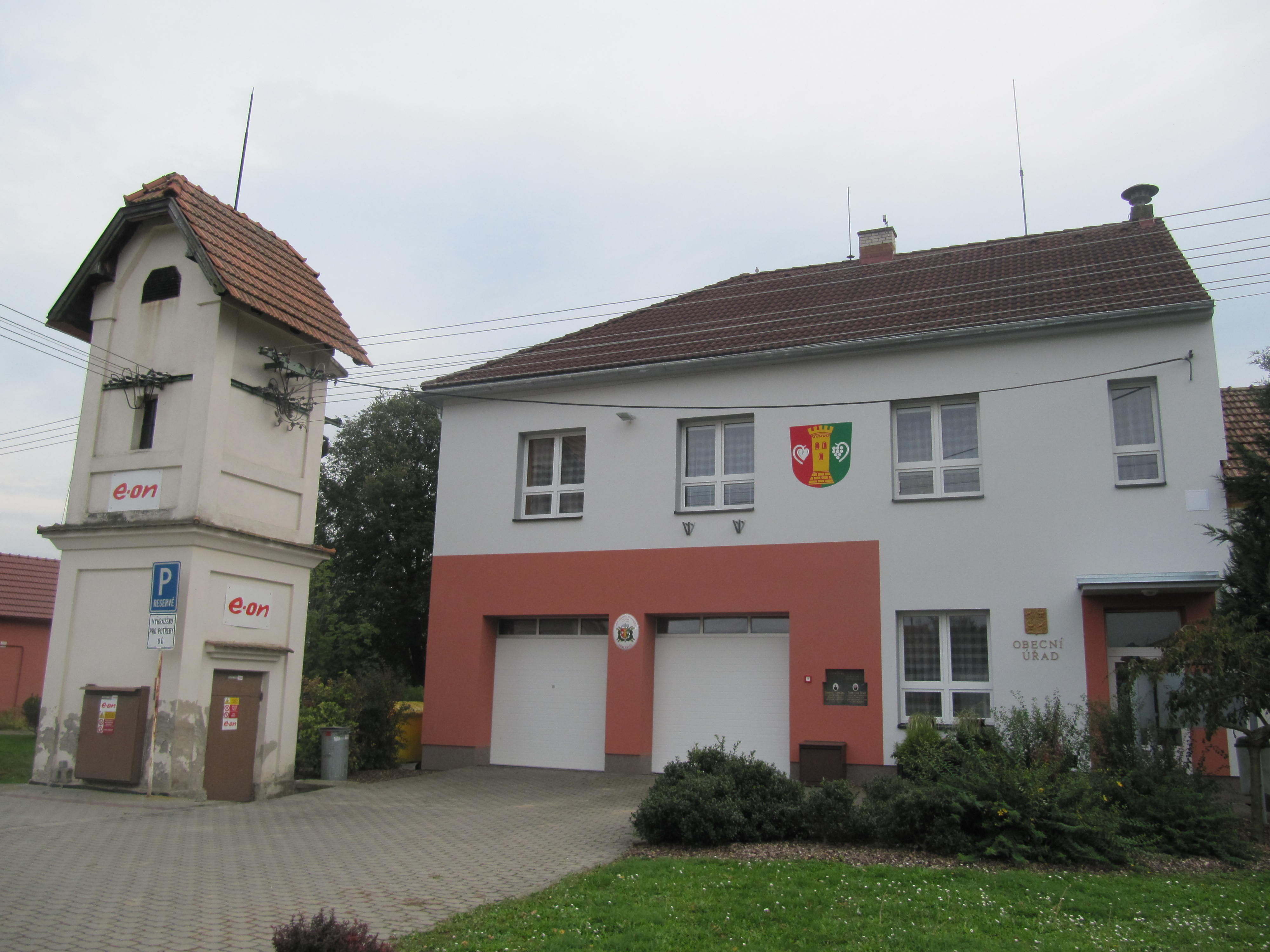
Obecní úřad
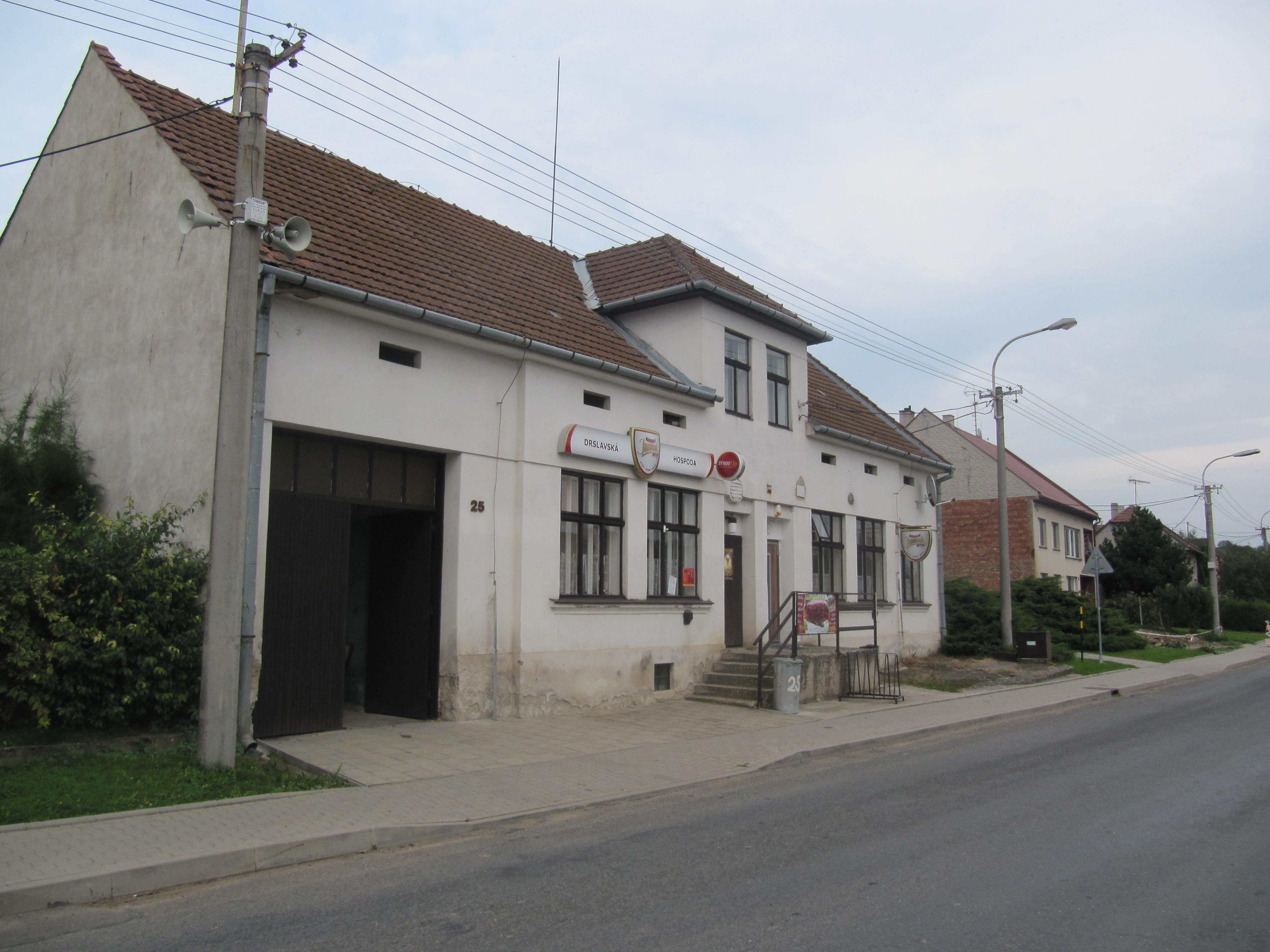
Hospoda